# Nazionale maschile di pallavolo della Giamaica
La nazionale di pallavolo maschile della Giamaica è una squadra nordamericana composta dai migliori giocatori di pallavolo della Giamaica ed è posta sotto l'egida della Federazione pallavolistica della Giamaica.

## Risultati

### Competizioni NORCECA
| 1969 | non qualificata | -            |
| 1971 | non qualificata | -            |
| 1973 | non qualificata | -            |
| 1975 | non qualificata | -            |
| 1977 | non qualificata | -            |
| 1979 | non qualificata | -            |
| 1981 | non qualificata | -            |
| 1983 | non qualificata | -            |
| 1985 | non qualificata | -            |
| 1987 | non qualificata | -            |
| 1989 | non qualificata | -            |
| 1991 | non qualificata | -            |
| 1993 | non qualificata | -            |
| 1995 | non qualificata | -            |
| 1997 | non qualificata | -            |
| 1999 | 8º posto        | Convocazioni |
| 2001 | non qualificata | -            |
| 2003 | non qualificata | -            |
| 2005 | non qualificata | -            |
| 2007 | non qualificata | -            |
| 2009 | non qualificata | -            |
| 2011 | non qualificata | -            |
| 2013 | non qualificata | -            |
| 2015 | non qualificata | -            |
| 2017 | non qualificata | -            |
| 2019 | non qualificata | -            |
| 2021 | non qualificata | -            |
| 2023 | non qualificata | -            |

### Competizioni zonali
| 1930 | ?               | -            |
| 1935 | ?               | -            |
| 1938 | ?               | -            |
| 1946 | ?               | -            |
| 1950 | ?               | -            |
| 1954 | ?               | -            |
| 1959 | ?               | -            |
| 1962 | ?               | -            |
| 1966 | ?               | -            |
| 1970 | ?               | -            |
| 1974 | ?               | -            |
| 1978 | ?               | -            |
| 1982 | ?               | -            |
| 1986 | ?               | -            |
| 1990 | 10º posto       | Convocazioni |
| 1993 | ?               | -            |
| 1998 | ?               | -            |
| 2002 | non qualificata | -            |
| 2006 | non qualificata | -            |
| 2010 | non qualificata | -            |
| 2014 | non qualificata | -            |
| 2018 | non qualificata | -            |
| 2023 | non qualificata | -            |

| 1991 | ?               | -            |
| 1992 | 2º posto        | Convocazioni |
| 1993 | 2º posto        | Convocazioni |
| 1994 | ?               | -            |
| 1995 | ?               | -            |
| 1996 | ?               | -            |
| 1998 | 3º posto        | Convocazioni |
| 2000 | ?               | -            |
| 2002 | ?               | -            |
| 2004 | 2º posto        | Convocazioni |
| 2006 | 3º posto        | Convocazioni |
| 2008 | ?               | -            |
| 2010 | 6º posto        | Convocazioni |
| 2012 | ?               | -            |
| 2014 | non qualificata | -            |
| 2018 | non qualificata | -            |
| 2023 | 5º posto        | Convocazioni |